# Хамян
Уезд Хамя́н (кор. 함양군?, 咸陽郡?) — уезд в провинции Кёнсан-Намдо, Южная Корея.

## История
История Хамяна берёт своё начало в первом тысячелетии нашей эры. Тогда, во времена государства Силла, здесь находился уезд (гун) Чхоллён. Во время династии Корё Хамян получил своё современное название и административный статус хён (более мелкая административная единица, чем гун). В 1395 году, в эпоху династии Чосон, Хамян снова стал уездом, объединившись с двумя соседними хёнами — Унбоном и Анхыем. В 1914 году Анхый был поделён между Хамяном и соседним Кочханом. В 1957 году в состав Хамяна входил один ып и десять мёнов. Это разделение сохранилось до настоящего времени.

## География
Хамян расположен в южной части Корейского полуострова на западе провинции Кёнсан-Намдо. Ландшафт преимущественно горный. На западе граничит с провинцией Чолла-Пукто, на севере и северо-востоке — с Кочханом, на юге — с Хадоном, на востоке и юго-востоке — с Сачхоном. Через Хамян течёт небольшая река Вичхон.

## Административное деление
Хамян административно делится на 1 ып и 10 мёнов:

| Название  | Хангыль | Площадь, км² | Население, чел | Внутреннее деление |
| --------- | ------- | ------------ | -------------- | ------------------ |
| Хамянып   | 함양읍  | 69,41        | 17 985         | 15 ри              |
| Аныймён   | 안의면  | 99,07        | 5 190          | 15 ри              |
| Мачхонмён | 마천면  | 107,53       | 2 322          | 9 ри               |
| Пёнгокмён | 병곡면  | 48,36        | 1 557          | 7 ри               |
| Пэкчонмён | 백전면  | 55,58        | 1 580          | 8 ри               |
| Сосанмён  | 서상면  | 90,14        | 2 312          | 6 ри               |
| Сохамён   | 서하면  | 71,85        | 1 650          | 6 ри               |
| Судонмён  | 수동면  | 49,07        | 2 809          | 8 ри               |
| Хючхонмён | 휴천면  | 61,91        | 1 579          | 11 ри              |
| Чигокмён  | 지곡면  | 41,98        | 2 196          | 10 ри              |
| Юриммён   | 유림면  | 29,68        | 1 972          | 9 ри               |

## Туризм и достопримечательности
Природные
- Лес Санним площадью 21 га, в 1962 году включённый в список памятников природы Кореи.[3]
- Горные районы, прежде всего входящие в горный массив Чирисан. Сейчас здесь создана инфраструктура для занятия горным и экологическим туризмом, имеется несколько горнолыжных курортов.[4]

Исторические:
- Буддийские храмы Йонгакса (IX век), Пёксонса (конец эпохи Силла), Йончхуса (V век), Кымдэам (VII век), Полимса и Санъёндэ. Большая часть буддийских храмов Хамяна относится к эпохе расцвета корейского буддизма времён государства Объединённое Силла.[5]
- Высеченное в скале изображение Будды в Мачхонмёне — входит в список сокровищ Кореи под номером 375. Изображение датируется эпохой ранней династии Корё. Высота изображения — 580 см, высота пьедестала — 66 см.[6]
- Сидячая статуя Будды в Хамяныпе — датируется эпохой династии Корё, входит в список сокровищ Кореи под номером 376. Высота статуи — 254 см, высота пьедестала — 158 см.[6]
- Сагынсансон — военный форт эпохи династии Чосон. Входит в список Исторических мест Кореи под номером 152.[6]
- Хвансоксансон — другой военный форт эпохи династии Чосон. Расположен в Сохамёне. Общая площадь форта — 446 тыс. м². Входит в список Исторических мест Кореи под номером 322.[6]

Культурные:
- Ежегодный фестиваль водяных мельниц. В программе выступления фольклорных коллективов, театрализованные шествия, состязания в традиционных видах спорта.[7]

## Символы
Как и остальные города и уезды Южной Кореи, Хамян имеет ряд символов:
- Дерево: дзельква — символизирует прогресс и развитие.
- Птица: кукушка — в народном фольклоре корейского крестьянства кукушка является предвестником хорошего урожая.
- Цветок: азалия — символизирует объединение и дух первооткрывательства.
- Животное: гималайский медведь — олицетворяет миф об основании Кореи, в котором материнское начало воплощается в образе медведицы.
- Маскот: весёлый гималайский медведь Гоми.

## Города-побратимы
Хамян является городом-побратимом следующих городов:
- Соку, Тэджон, Республика Корея
- Сасангу, Пусан, Республика Корея
- Квансангу, Кванджу, Республика Корея
- Ынпхёнгу, Сеул, Республика Корея
- Йонгван, провинция Чолла-Намдо, Республика Корея
- Чханвон, провинция Кёнсан-Намдо, Республика Корея
- Нассау, штат Нью-Йорк, США
- Янчжоу, провинция Цзянсу, Китай
- Хуэйнань, Тунхуа, провинция Гирин, Китай